# Ryan Wilson
Ryan Wilson (* 3. února 1987 Windsor, Ontario) je bývalý kanadský hokejový obránce, který odehrál 230 zápasů v severoamerické lize NHL za klub Colorado Avalanche. Mimo Severní Ameriku hrál v Rusku, Švýcarsku a Finsku.

## Kariéra
Na juniorské úrovni hrál Ontario Hockey League za Toronto St. Michael’s Majors a Sarnia Sting v letech  2003–2008.  Nebyl draftován žádným z klubů NHL, v roce 2008 podepsal jako volný hráč kontrakt s Calgary Flames a putoval na jejich farmu Quad City Flames, hrající AHL. Během sezóny byl součástí výměny s Coloradem Avalanche a ročník dohrál na jejich farmě v Lake Erie. V NHL poprvé nastoupil v sezóně 2009/2010 a přijal mimo jiné roli bitkaře. S výjimkou čtyřech zápasů za Lake Erie byl do října 2014 součástí sestavy Avalanche, ačkoliv jej sužovala zranění a ke konci působení v Avalanche také ztráta sebedůvěry. Na podzim roku 2015 se zapojil do přípravy Calgary Flames, místo v sestavě si ale nevybojoval a v listopadu podepsal smlouvu s Ak Bars Kazaň v KHL. V létě 2016 se přesunul do švýcarského HC Lugano, kde odehrál jednu sezónu. V listopadu 2017 podepsal smlouvu s klubem KalPa, který hraje finskou nejvyšší soutěž. Po konci sezóny s klubem prodloužil smlouvu o dva roky a po jejím vypršení v roce 2020 ukončil profesionální hráčskou kariéru.

## Úspěchy

### Individuální úspěchy
- Nejproduktivnější obránce OHL – 2006/07, 2007/08
- 3. All-Star Team OHL – 2007/08

### Kolektivní úspěchy
- Zlatá medaile ze světového turnaje do 17 let – 2004

## Klubové statistiky
| Sezona      | Klub                         | Soutěž      | Základní část | Základní část | Základní část | Základní část | Základní část | Play off | Play off | Play off | Play off | Play off |
| Sezona      | Klub                         | Soutěž      | Z             | G             | A             | B             | TM            | Z        | G        | A        | B        | TM       |
| ----------- | ---------------------------- | ----------- | ------------- | ------------- | ------------- | ------------- | ------------- | -------- | -------- | -------- | -------- | -------- |
| 2003/2004   | Toronto St. Michael’s Majors | OHL         | 58            | 3             | 22            | 25            | 88            | 18       | 3        | 7        | 10       | 16       |
| 2004/2005   | Toronto St. Michael’s Majors | OHL         | 68            | 13            | 24            | 37            | 149           | 10       | 4        | 5        | 9        | 12       |
| 2005/2006   | Toronto St. Michael’s Majors | OHL         | 64            | 12            | 49            | 61            | 145           | 4        | 1        | 3        | 4        | 12       |
| 2006/2007   | Sarnia Sting                 | OHL         | 68            | 17            | 58            | 75            | 136           | 4        | 1        | 3        | 4        | 14       |
| 2007/2008   | Sarnia Sting                 | OHL         | 58            | 7             | 64            | 71            | 84            | 9        | 0        | 7        | 7        | 19       |
| 2008/2009   | Quad City Flames             | AHL         | 60            | 4             | 16            | 20            | 56            | –        | –        | –        | –        | –        |
| 2008/2009   | Lake Erie Monsters           | AHL         | 8             | 0             | 2             | 2             | 25            | –        | –        | –        | –        | –        |
| 2009/2010   | Lake Erie Monsters           | AHL         | 3             | 0             | 0             | 0             | 17            | –        | –        | –        | –        | –        |
| 2009/2010   | Colorado Avalanche           | NHL         | 61            | 3             | 18            | 21            | 36            | 4        | 0        | 1        | 1        | 0        |
| 2010/2011   | Colorado Avalanche           | NHL         | 67            | 3             | 13            | 16            | 68            | –        | –        | –        | –        | –        |
| 2011/2012   | Colorado Avalanche           | NHL         | 59            | 1             | 20            | 21            | 33            | —        | —        | —        | —        | —        |
| 2012/2013   | Colorado Avalanche           | NHL         | 12            | 0             | 3             | 3             | 8             | —        | —        | —        | —        | —        |
| 2013/2014   | Colorado Avalanche           | NHL         | 28            | 0             | 6             | 6             | 12            | 4        | 0        | 2        | 2        | 2        |
| 2013/2014   | Lake Erie Monsters           | AHL         | 1             | 0             | 0             | 0             | 0             | —        | —        | —        | —        | —        |
| 2014/2015   | Colorado Avalanche           | NHL         | 3             | 0             | 0             | 0             | 0             | —        | —        | —        | —        | —        |
| 2015/2016   | Ak Bars Kazaň                | KHL         | 24            | 0             | 3             | 3             | 25            | 7        | 2        | 0        | 2        | 36       |
| 2016/2017   | HC Lugano                    | NLA         | 32            | 2             | 10            | 12            | 34            | 7        | 0        | 3        | 3        | 2        |
| 2017/2018   | KalPa                        | Liiga       | 39            | 1             | 11            | 12            | 39            | 6        | 0        | 0        | 0        | 12       |
| 2018/2019   | KalPa                        | Liiga       | 54            | 1             | 13            | 14            | 53            | —        | —        | —        | —        | —        |
| 2019/2020   | KalPa                        | Liiga       | 35            | 0             | 6             | 6             | 10            | —        | —        | —        | —        | —        |
| NHL celkově | NHL celkově                  | NHL celkově | 230           | 7             | 60            | 67            | 157           | 8        | 0        | 3        | 3        | 2        |